# كورت آيكهورن
كورت آيكهورن (بالألمانية: Kurt Eichhorn)‏ هو موزع ألماني، ولد في 4 أغسطس 1908 في ميونخ في ألمانيا، وتوفي في 29 يونيو 1994 في مورناو أم شتافلزي ‏ في ألمانيا.

## وصلات خارجية
- كورت آيكهورن على موقع IMDb (الإنجليزية)
- كورت آيكهورن على موقع ميوزك برينز (الإنجليزية)
- كورت آيكهورن على موقع أول موفي (الإنجليزية)
- كورت آيكهورن على موقع أول ميوزيك (الإنجليزية)
- كورت آيكهورن على موقع ديسكوغز (الإنجليزية)
- كورت آيكهورن على موقع قاعدة بيانات الفيلم (الإنجليزية)